# Terzfilter
Ein Terzfilter oder 1/3-Oktavfilter, auch Terzsieb genannt, ist eine bestimmte Form eines elektrischen Filters mit konstanter relativer Filterbreite.
Der Name dieses Bandpass-Filters leitet sich davon ab, dass seine obere Grenzfrequenz f2 und seine untere Grenzfrequenz f1 im selben Verhältnis zueinander stehen wie eine gleichstufige große Terz:
{\displaystyle f_{2}={\sqrt[{3}]{2}}\cdot f_{1}\approx 1{,}2599\cdot f_{1}}
Für die Mittenfrequenz f0 des Terzfilters gilt:
{\displaystyle f_{0}={\sqrt {f_{1}\cdot f_{2}}}={\sqrt {\sqrt[{3}]{2}}}\cdot f_{1}\approx 1{,}12246\cdot f_{1}}
Terzfilter für elektroakustische Messungen sind genormt nach DIN EN 61260, wobei u. a. die Grenzfrequenzen f1 und f2, die Mittenfrequenzen f0 sowie die Bandbreite B bzw. der Gütefaktor Q festgelegt sind, aber nicht die Flankensteilheiten in dB pro Oktave oder dB pro Dekade. Die meisten elektroakustischen Messungen werden mit Filtern und Normfrequenzen der Reihe b nach DIN EN ISO 266 ausgeführt, bei denen f = 1000 Hz als Mittenfrequenz vorkommt.
Für sequentielle Terzsiebanalysen werden Filter angeboten, bei denen umschaltbare elektrische Komponenten jeweils neue Durchlassbereiche bilden. Die elektrischen Einschwingvorgänge beim Schalten können die Ausführung der Analyse stärker als bei Oktavfiltern verzögern, denn mehr Schaltvorgänge ergeben längerer Einschwingzeiten. Aus diesem Grunde sind Parallelfilterbänke mit Terzfiltern ausgeführt worden. Wie bei den Oktavfiltern kann ein einzelnes digitales Terzfilter im Zeitmultiplexbetrieb eine solche Bank ohne Nachteil ersetzen.